# ЦСКА (волейбольный клуб, София)
ЦСКА — болгарский волейбольный клуб. Является самым титулованным мужским волейбольным клубом Болгарии. Основан в 1948 году под именем «Септември при ЦДВ».

## История
Свою историю клуб ведёт с 5 мая 1948 года, когда объединяются семь клубов по различным видам спорта, в том числе по волейболу. Его преемником становится последовательно волейбольные комаднды ЦДНВ, ЦДНА, ЦСКА, ЦСКА «Червено знаме», ЦСКА «Септемврийско знаме» и снова ЦСКА. Они в период 1948—2013 становятся чемпионами 29 раз.
В год своего основания команда сразу выигрывает чемпионат страны. В состав команды тогда входили: Костадин Шопов, Драгомир Стоянов, Митко Димитров, Димитр Еленков, Константин Тотев, Иван Иванов, Димитр Димитров, Петр Шишков, Александр Велев, Милко Караиванов.
Вершиной в этом периоде являются завоевание Кубка европейских чемпионов в 1969 году и Кубка обладатетелей кубков в 1976 году. Ведущими игроками этих сезонов были Димитр Златанов, Иван Иванов, Димитр Каров, Иван Сеферинов, Иван Николов.

## Достижения
- 30-кратный чемпион Болгарии (1943, 1948, 1949, 1957, 1958, 1962, 1968—1973, 1976—1978, 1981—1984, 1986—1990, 1993—1995, 2008, 2010—2011).
- 19-кратный обладатель Кубка Болгарии (1967, 1969—1970, 1973, 1979, 1981—1982, 1984—1986, 1988, 1990—1993, 2002, 2009—2011).
- Победитель Кубка европейских чемпионов 1969.
- Победитель Кубка обладателей кубков 1976.